# Présidence britannique du Conseil de l'Union européenne en 1998
La présidence britannique du Conseil de l'Union européenne en 1998 désigne la cinquième présidence du Conseil de l'Union européenne, effectuée par le Royaume-Uni depuis son adhésion à l'Union européenne en 1973.
Elle fait suite à la présidence luxembourgeoise de 1997 et précède celle de la présidence autrichienne du Conseil de l'Union européenne à partir du 1er juillet 1998.

## Contexte
La présidence britannique arrive 8 mois après l'élection du gouvernement travailliste de Tony Blair, qui a l'ambition de changer le ton du Royaume-Uni dans ses relations avec le reste de l’Union. Ainsi, parmi les personnes chargées de la présidence – Tony Blair, Robin Cook et Douglas Henderson et le cabinet – aucun n'avait d'expérience de gestion administrative, d'établissement de l’agenda, de la recherche du consensus et de la représentation de l'Union.

## Priorités
Lors de son discours inaugural, Tony Blair identifie 6 priorités : 
1. la réforme de l’économie et de l'emploi ;
2. l’union économique et monétaire ;
3. l'élargissement et l’agenda 2000 ;
4. le crime, les drogues et l'environnement
5. les relations extérieures
6. la participation du peuple britannique.

### Défense
La présidence britannique fut également l'occasion pour le Royaume-Uni de changer sa position vis-à-vis de la défense européenne en ouvrant des discussions sur le sujet dans le cadre de l'Union européenne (au lieu de ses refus précédents basés sur le tout OTAN). 

### Euro
Tony Blair et son gouvernement participent à la préparation à l'euro, tout en ne l'adoptant pas.

## Critiques et perception
Le Royaume-Uni souhaitait pendant cette présidence relancer le débat sur la construction et la défense européenne. Le but étant alors de se positionner dans le débat tout en restant les défenseurs de l’axe États-Unis-Europe.
D'un point vue de l’expérience administrative, la présidence britannique de 1998 est comparée à la troisième présidence espagnole de 2002. Toutefois, du fait de la taille du Royaume-Uni et de l’étendue de ses politiques à l’international, la présidence britannique est à comparer à la présidence française de 1999 sur le plan de la représentation de l'Union à l'étranger.